# كريس بونتيوس
كريس بونتيوس (بالإنجليزية: Chris Pontius)‏ (12 مايو 1987 بيوربا ليندا في الولايات المتحدة - ) هو لاعب كرة قدم أمريكي في مركز الهجوم. لعب مع دي.سي. يونايتد وفيلادلفيا يونيون وVentura County Fusion ‏.

## وصلات خارجية
- كريس بونتيوس على موقع الدوري الأمريكي (الإنجليزية)
- كريس بونتيوس على موقع قاعدة بيانات كرة القدم.إي يو (الإنجليزية)
- كريس بونتيوس على موقع ناشيونال فوتبول تيمز (الإنجليزية)
- كريس بونتيوس على موقع Soccerway.com (الإنجليزية)
- كريس بونتيوس على موقع عالم كرة القدم.نت (الإنجليزية)
- كريس بونتيوس على موقع AS.com (الإسبانية)